# Gyöngyfa
Gyöngyfa (horvátul: Natfara) község Baranya vármegyében, a Szentlőrinci járásban.

## Fekvése
Szigetvártól délkeleti, Szentlőrinctől déli, Sellyétől észak-északkeleti irányban fekszik, majdnem félúton a két utóbbi települést összekötő országút mentén. Közúton elérhető szomszédai északról Királyegyháza, délről Magyarmecske.

### Megközelítése
Közúton Szentlőrinc központja felől közelíthető meg, az 5805-ös úton, vagy délről, Sellye térsége (Csányoszró-Nagycsány) felől ugyanezen az úton. Határszélét északon érinti még az 5806-os út is, de az a lakott területeit messze elkerüli.
Formálisan vasúti megállóhellyel is rendelkezik a Szentlőrinc–Sellye-vasútvonalon, bár a jegypénztár nélküli Gyöngyfa-Magyarmecske megállóhely [1929 előtt: Rónádfa-Magyarmecske megállóhely] valójában Királyegyháza közigazgatási területén található, ott, ahol a vasút a sellyei országutat keresztezi Királyegyházát alig elhagyva, több mint 2 kilométerre Gyöngyfától (és még nagyobb távolságra Magyarmecskétől).

## Története
A község mai területén 1929-ig két település, Rónádfa és Hernádfa terült el, a kettő közül Rónádfa foglalta el a mai közigazgatási terület északi-északnyugati részét, míg a jelenkori községhatár déli-délkeleti része a jóval kisebb Hernádfához tartozott.
Rónádfa, régi nevén Románfölde névadója Nagyvátyi Román volt, aki a XIII. század közepén élt. A település nevét 1326-ban említették először az oklevelek Romanfeulde néven, mikor Román fia János fiai Jakab és Tamás 10 dénár M-ért eladták Gerdei István fiainak. 1331-ben Herranth fia Miklós és Chabaka fia János hatalmaskodott Románföldén.
Az imént említett Herranth nevét őrző Hernádfa Sumony mellett keletre elterülő, önálló kisközség volt egészen a 20. századig, míg az ugyancsak fentebb szereplő Chabaka nevét pedig a jelenlegi Csobokapuszta őrzi Mónosokor (ma Okorág) határában, attól északkeletre.
Az egymás tőszomszédjában kialakult Hernádfa és Rónádfa 1929-ben egyesült, így jött létre Gyöngyfa mai települése. Az egyesítés utáni név korábban Rónádfa egyik dűlőneve volt, és valószínűleg azért kapott az egyesített falu a korábbi elnevezésekhez képest harmadik nevet, hogy egyiknek a lakói se érezhessék úgy, hogy alávetett szerepbe kerültek a másik faluval szemben. Az egyesítés óta eltelt időben a két, egymáshoz amúgy is közel fekvő belterületekkel bíró település szinte egybeépült, a helyismeret nélküli látogató már aligha veszi észre, hogy nem olyan régen még két külön falu volt ugyanitt.
A Gyöngyfa dűlőnév, majd falunév egyébként valószínűleg ugyancsak személynévi eredetű elnevezés: a Földrajzi Nevek Etimológiai Szótára (Kiss Lajos, 1978) szerint ez az egykori Gég személy- és nemzetségnevet őrző, mára megsemmisült Gégfalva helységnév lerövidült, és népetimológiával átalakult változata.

## Közélete

### Polgármesterei
- 1990–1994: Kovácsevics László (független)[8]
- 1994–1998: Kovácsevics László (független)[9]
- 1998–2002: Kovácsevics László (független)[10]
- 2002–2003: Németh István (független)[11]
- 2003–2006: Kovácsevics László (független)[12]
- 2006–2010: Dörömböző Béla (független)[13]
- 2010–2014: Dörömböző Béla (független)[14]
- 2014–2015: Németh István (független)[15]
- 2015–2019: Nagy Attiláné (független)[16]
- 2019–2024: Orsós Attila János (független)[17]
- 2024– : Dörömböző Béla (független)[1]

A településen 2003. július 13-án időközi polgármester-választást (és képviselő-testületi választást) tartottak, az előző képviselő-testület néhány hónappal korábban kimondott önfeloszlatása miatt. A választáson az addigi polgármester és elődje is elindult, a lakosok pedig utóbbinak szavaztak bizalmat, közel kétszeres szavazatkülönbséggel.
Gyöngyfa egyik választástörténeti érdekessége, hogy a 2014-es önkormányzati választáson bár hatan indultak a polgármesteri posztért, de szavazatot csak hárman kaptak közülük. Az nem derül ki a Nemzeti Választási Iroda nyilvántartásából, hogy a másik három jelölt ennyire népszerűtlen volt-e a lakosok körében, vagy csak szimplán visszaléptek a nyilvántartásba vételük és a szavazás napja között, de nem sok hasonló esetnek van nyoma Magyarország rendszerváltás utáni választástörténetében.
2015. április 12-én újból időközi polgármester-választást kellett tartani Gyöngyfán, ezúttal a fél évvel korábban megválasztott előző polgármester lemondása okán.

## Népesség
A település népességének változása:
| Lakosok száma | 140  | 148  | 134  | 128  | 125  | 138  | 146  | 138  |
|               | 2013 | 2014 | 2015 | 2019 | 2021 | 2022 | 2023 | 2024 |

A 2011-es népszámlálás során a lakosok 95,6%-a magyarnak, 36,8% cigánynak mondta magát (4,4% nem nyilatkozott; a kettős identitások miatt a végösszeg nagyobb lehet 100%-nál). A vallási megoszlás a következő volt: római katolikus 54,4%, református 15,4%, felekezeten kívüli 21,3% (8,8% nem nyilatkozott).
2022-ben a lakosság 91,3%-a vallotta magát magyarnak, 29,7% cigánynak,0,7% egyéb, nem hazai nemzetiségűnek (8% nem nyilatkozott; a kettős identitások miatt a végösszeg nagyobb lehet 100%-nál). Vallásuk szerint 14,5% volt római katolikus, 5,8% református, 60,9% felekezeten kívüli (18,8% nem válaszolt).

## Nevezetességei
- Református temploma 1826-ban épült, copf stílusban. Különlegessége kazettás mennyezete.

## Díszpolgárai
- A település első díszpolgára Pappné Pikó Edit, aki a község 2006. május 27-én megtartott faluzászló- és címeravató ünnepségének kezdeményezője, e jelképek adományozója volt, s az ő kezdeményezésére hirdetik azóta az itteni képeslapok, hogy „Gyöngyfa az Ormánság kapuja”.[22]